# وریگتسبورو (کارولینای شمالی)
وریگتسبورو (به انگلیسی: Wrightsboro) شهری در ایالت کارولینای شمالی کشور ایالات متحده آمریکا است که جمعیت آن در سرشماری سال ۲۰۱۰ میلادی، ۴٬۸۹۶ نفر بوده‌است.